# Étang de l'Estagnet
L'étang de l'Estagnet est un étang naturel des Pyrénées française situé dans le Donezan en Ariège à 1 900 m d'altitude.

## Géographie
Situé sur la commune de Mijanès, l'étang est dominé par le pic de Balbonne à 2 305 m d'altitude. Il est accessible par un sentier de randonnée qui traverse la Coume de l'Estagnet pour rejoindre la ligne de crête au dessus de l'étang.

## Hydrologie
Situé à moins de 500 m de la ligne de partage des eaux entre Atlantique et Méditerranée, l'étang est situé sur le bassin versant de l'Aude donc du côté méditerranéen. Il constitue la source du ruisseau de l'Estagnet qui se jette dans la Bruyante, un affluent de l'Aude. Son bassin versant s'étend sur 0,84 km2 entre 1 900 m et 2 305 m d'altitude.